# Bayel
Bayel is een gemeente in het Franse departement Aube (regio Grand Est) en telt 860 inwoners (1999). De plaats maakt deel uit van het arrondissement Bar-sur-Aube.
De oudste gedeelten van de kerk van Bayel gaan terug tot de twaalfde eeuw. In de zeventiende eeuw was Bayel bekend voor zijn glasnijverheid.

## Geografie
De oppervlakte van Bayel bedraagt 22,9 km², de bevolkingsdichtheid is 37,6 inwoners per km².
De onderstaande kaart toont de ligging van Bayel met de belangrijkste infrastructuur en aangrenzende gemeenten.

## Demografie
Onderstaande figuur toont het verloop van het inwonertal (bron: INSEE-tellingen).

Vanwege een beveiligingsprobleem met de MediaWiki Graph-software is het momenteel niet mogelijk deze grafiek weer te geven. Zodra de software is bijgewerkt zal de grafiek vanzelf weer zichtbaar worden.